# Нільпотентна матриця
У лінійній алгебрі нільпотентною матрицею називається квадратна матриця N така що
{\displaystyle N^{k}=0\,}
для деякого додатного цілого числа k.  Найменше таке k іноді називають порядком або індексом матриці N.
Нільпотентним лінійним перетворенням називається лінійне перетворення L лінійного простору таке що Lk = 0 для деякого цілого числа k (і відповідно, Lj = 0 для всіх j ≥ k). Обидва ці поняття є прикладами нільпотентних елементів кільця.

## Приклади
Матриця
{\displaystyle M={\begin{bmatrix}0&1\\0&0\end{bmatrix}}}
є нільпотентною, оскільки M2 = 0.  Більш загально, будь-яка трикутна матриця всі діагональні елементи якої рівні 0 є нільпотентною порядку  {\displaystyle \leq n}.  Наприклад, матриця
{\displaystyle N={\begin{bmatrix}0&2&1&6\\0&0&1&2\\0&0&0&3\\0&0&0&0\end{bmatrix}}}
є нільпотентною:
{\displaystyle N^{2}={\begin{bmatrix}0&0&2&7\\0&0&0&3\\0&0&0&0\\0&0&0&0\end{bmatrix}};\ N^{3}={\begin{bmatrix}0&0&0&6\\0&0&0&0\\0&0&0&0\\0&0&0&0\end{bmatrix}};\ N^{4}={\begin{bmatrix}0&0&0&0\\0&0&0&0\\0&0&0&0\\0&0&0&0\end{bmatrix}}.}
Матриця 
{\displaystyle N={\begin{bmatrix}5&-3&2\\15&-9&6\\10&-6&4\end{bmatrix}}}
є нільпотентною, оскільки її квадрат дорівнює нулю, хоча всі елементи матриці є ненульовими.

## Класифікація
Матриця розмірності n × n і виду:
{\displaystyle S={\begin{bmatrix}0&1&0&\ldots &0\\0&0&1&\ldots &0\\\vdots &\vdots &\vdots &\ddots &\vdots \\0&0&0&\ldots &1\\0&0&0&\ldots &0\end{bmatrix}}.}
є нільпотентною порядку n.
Як частковий випадок жорданової нормальної форми кожна нільпотентна матриця N є подібною до блокової матриці виду:
{\displaystyle {\begin{bmatrix}S_{1}&0&\ldots &0\\0&S_{2}&\ldots &0\\\vdots &\vdots &\ddots &\vdots \\0&0&\ldots &S_{r}\end{bmatrix}}}
де кожен з блоків S1, S2, ..., Sr є матрицею виду розглянутого вище.
Наприклад будь-яка ненульова нільпотентна матриця порядку 2 × 2 є подібною до матриці
{\displaystyle {\begin{bmatrix}0&1\\0&0\end{bmatrix}}.}
Дана теорема про класифікацію справедлива для довільного поля, не обов'язково алгебраїчно замкнутого.

## Послідовність підпросторів
Нільпотентне перетворення L на просторі Rn визначає послідовність підпросторів
{\displaystyle \{0\}\subset \ker L\subset \ker L^{2}\subset \ldots \subset \ker L^{q-1}\subset \ker L^{q}=\mathbb {R} ^{n}}
і послідовність цілих чисел
{\displaystyle 0=n_{0}<n_{1}<n_{2}<\ldots <n_{q-1}<n_{q}=n,\qquad n_{i}=\dim \ker L^{i}.}
Дана послідовність чисел визначає L з точністю до оборотних лінійних перетворень. Окрім того справедливі нерівності:
{\displaystyle n_{j+1}-n_{j}\leq n_{j}-n_{j-1},\qquad {\mbox{for all }}j=1,\ldots ,q-1.}
Навпаки довільна послідовність натуральних чисел, що задовольняють цим послідовностям пов'язана з деяким нільнотентним перетворенням.

## Властивості
Для квадратної матриці N порядку n × n  з дійсними чи комплексними елементами, наступні твердження є еквівалентними:
- Матриця N є нільпотентною.
- Мінімальний многочлен матриці N рівний xk для деякого натурального числа k ≤ n.
- Характеристичний многочлен матриці N рівний xn.
- Всі власні значення матриці N дорівнюють 0.[5]
- Слід матриць (Nk) = 0 для всіх k > 0.

Останнє твердження справедливе для всіх полів характеристики 0 або достатньо великої характеристики.
- Порядок нільпотентної матриці розмірності n × n завжди менший або рівний n.
- Визначник і слід нільпотентної матриці дорівнюють 0. Відповідно кожна нільпотентна матриця є виродженою.
- Єдиною нільпотентною діагоналізовною матрицею є нульова матриця.
- Якщо N — нільпотентна матриця, то матриця I + N є оборотною, де I є одиничною матрицею розмірності n × n. Обернена матриця задається рядом:{\displaystyle (I+N)^{-1}=I-N+N^{2}-N^{3}+\cdots .}

З нільпотентності N випливає, що лише скінченна кількість доданків у ряді є ненульовими.
- Якщо матриця N є нільпотентною то  {\displaystyle \det(I+N)=1,\!\,}

Навпаки якщо A є матрицею і {\displaystyle \det(I+tA)=1\!\,}
для всіх t, то A є нільпотентною. Оскільки {\displaystyle p(t)=\det(I+tA)-1} є многочленом степеня {\displaystyle n}, достатньо виконання рівності лише для {\displaystyle n+1} різних значень {\displaystyle t}.
- Кожна вироджена матриця може бути записана як добуток нільпотентних матриць.[6]
- Якщо A і B — дві комутуючі квадратні нільпотентні матриці однакової розмірності, то нільпотендним буде і їх добуток і всі лінійні комбінації.

Справді, якщо p є більшим з порядків нільпотентності матриць A і B то:
і, оскільки i або 2p – i є не меншим від p то: